# Синий мустанг
«Синий мустанг» (также «Голубой мустанг», англ. Blue Mustang) — одна из работ скульптора Луиса Хименеса, известная местным жителям под названием «Блюцифер» (Blucifer).
Представляет собой монолитную скульптуру мустанга ярко-синего цвета со светящимися ночью красными глазами, выполненную из стекловолокна, установленную в международном аэропорту Денвера 11 февраля 2008 года.

## История
«Синий мустанг» был одним из первых представлен общественной художественной комиссии в 1993 году для установки в международном аэропорту Денвера. Скульптура восьмифутовой высоты демонстрировалась в Оклахомском университете.
Реальное произведение из стекловолокна с металлической арматурой, установленное в аэропорту, имеет 9,8 м в высоту и массу в 4,1 т. Находится на разделительной полосе бульвара Peña Boulevard.
Это произведение Хименеса известно также потому, что убило своего автора, когда часть создаваемой скульптуры упала на художника в его студии. После смерти Хименеса монумент был завершён силами его помощников при участии членов семьи и профессиональных художников, расписывающих гоночные автомобили — Camillo Nuñez и Richard LaVato.
Установленная в аэропорту монументальная скульптура синего мустанга с красными глазами жителям города кажется жуткой, за что её прозвали Блюцифером. В 2009 году денверский девелопер недвижимости Rachel Hultin привлекла некоторое внимание СМИ, когда запустила страницу на Facebook против этого произведения.

## Комментарии
1. ↑  Словослияние англ. blue «синий, голубой» и Lucifer — Люцифер